# Jambi (provins)
Jambi är en provins på centrala Sumatra i Indonesien. Folkmängden uppgick år 2010 till cirka 3,1 miljoner invånare, provinsens yta uppgår till 53 435 km² och den administrativa huvudorten är Jambi.

## Administrativ indelning
Provinsen är indelad i nio distrikt och två städer:
Distrikt (Kabupaten):
- Batang Hari, Bungo, Kerinci, Merangin, Muaro Jambi, Sarolangun, Tanjung Jabung Barat, Tanjung Jabung Timur, Tebo

Städer (Kota):
- Jambi, Sungai Penuh